# جوليا نونيز
جوليا نونيز (بالإنجليزية: Julia Nunes) هي عازفة بيانو ومغنية مؤلفة وملحنة أمريكية، ولدت في 3 يناير 1989 في فيربورت في الولايات المتحدة.

## وصلات خارجية
- الموقع الرسمي
- جوليا نونيز على موقع IMDb (الإنجليزية)
- جوليا نونيز على موقع ميوزك برينز (الإنجليزية)
- جوليا نونيز على موقع أول ميوزيك (الإنجليزية)
- جوليا نونيز على موقع ديسكوغز (الإنجليزية)